# Ungerskt kallblod
Det ungerska kallblodet (ungerska: Magyar Hidegyerü) är en hästras som avlats fram i Ungern sedan 1700-talet. Rasen har alltid varit en viktig del i det Ungerska jordbruket och avlades i två olika typer, fram till 1900-talet då de delades upp i två olika raser, det ungerska kallblodet som kallades Pinkafo, samt Murakozern. Efter att jordbruket blev moderniserat så minskade stammarna av arbetshästar kraftigt över hela Europa och även om det ungerska kallblodet fortfarande avlas och används inom jordbruket så är beståndet ganska lågt. 

## Historia
Kallblodshästar har aldrig varit inhemska i Ungern, utan fördes dit med folk som invandrade från Österrike under 1700-talet. Kallblodshästarna kom från flera olika länder i Europa. Senare förde man även med sig den starka Norikerhästen som skulle användas för att utveckla det ungerska kallblodet. Dessa olika kallblodshästar som förts in utavlades med varandra när de väl kommit till Ungern. Vid denna tidpunkt fanns två olika varianter som kallades Pinkafo (eller Pinkafeld= och Murakoz, där Murakoz var en lättare typ av häst. 
Under 1800-talet hade två varierande typer växt fram ur aveln av det ungerska kallblodet. En av dessa typer avlades uteslutet runt staden Muraköz vid floden Mur i södra Ungern. Den första stammen av dessa Murakozerhästar kallades ibland mur-insulan som betydde just "begränsade till Murregionen". Dessa hästar var mycket lättare efter inblandning av arabiskt fullblod och utavlades även med Percheronhästar från Frankrike och Ardennerhästar. Resultatet blev att dessa splittrades till två helt olika raser varav den typ som inte hade utavlats blev det ungerska kallblodet, och den lättare typen från Muraköz fick ett eget register under namnet Murakozer. Efter 1920-talet bestod hela 20% av Ungerns hästpopulation av Murakozer. 
Under 1800-talet blev de ungerska kallbloden en av de viktigaste delarna i den ungerska ekonomin och de ungerska bönderna prisade sina hästar. De ungerska kallbloden var bättre lämpade för de tunga jordbruken än övriga inhemska, ungerska raser som ofta var för lätta och små. Under den här tiden och ända fram till första världskriget pågick Ungerns storhetstid vad gällde hästavel. Den ungerska regeringen protesterade mot den utavel som fortfarande ingick i avelsprogrammen. 
Under början av 1900-talet, efter regeringens beslut, började man ta till en mer strikt och selektiv avel för att istället försöka förstärka rasens goda egenskaper. Men trots regeringens önskemål och det faktum att hästen nu officiellt blivit en erkänd ras så fortsatte vissa uppfödare att utveckla kallblodet. Men dessa uppfödare tog ändå vara på rasens genetik genom att enbart använda sig av raser som redan låg i grunden för kallblodet, som österrikiska kallblodshästar och Percheron. 
Efter andra världskriget påbörjades den mekanisering och modernisering av jordbruken över hela Europa som ledde till att efterfrågan på arbetshästar sjönk drastiskt. Hästar ersattes istället av traktorer och maskiner. Många kallblodshästar dog på grund av kriget. Vissa raser försvann helt och dog ut, medan andra avlades ut med lättare raser för att bli ridhästar. Det ungerska kallblodet var fortfarande ganska populära bland fattigare bönder i Ungern och för att förbättra rasen förbättrade man de stammar som fanns kvar genom att korsa in ännu mer Percheron och Ardenner. 

## Egenskaper
Det ungerska kallblodet är en ganska kraftig och stor kallblodshäst med en mankhöjd på ca 155-175 cm. Huvudet är stort och tungt med lätt utåtbuktande nosprofil. Nacken är kort och muskulös, medan ryggen är kort och bred. Benen är korta och något stubbiga med mycket hovskägg och tåliga hovar som har en tendens att vara något platta. Man och svans är kraftig med mycket tagel. Det ungerska kallblodet kan i regel ha alla hela färger, men vanligast är brunt, svart, fux och skimmel. Rödskimmel, linfux och bork kan också framträda hos vissa hästar. 
Det ungerska kallblodet utmärker sig som en stark och effektiv häst. Den ska vara lugn och lydig med ett stabilt temperament och även vara intelligent. Idag används de fortfarande inom jordbruket som arbetshäst, men kan även användas till körning och transport, eller som en grövre ridhäst. 